# Daniel Danielopolu
Daniel Danielopolu (n. 12/25 aprilie 1884, București – d. 29 aprilie 1955, București) a fost un medic, fiziolog și farmacolog român, profesor universitar la facultatea de medicină din București. A studiat interdependența dintre sistemul nervos somatic și cel vegetativ, a creat metoda viscerografică în medicina experimentală și în clinică, a adus contribuții la patogenia și tratamentul anginei pectorale. Precursor al teoriei sistemelor biologice și al biociberneticei, promotor al farmacologiei nespecifice. Membru de onoare (din 1938) al Academiei Române.

## Biografie
Fiul unui profesor de la Facultatea de Drept din București, tânărul Daniel urmează liceul "Sf. Sava" din Capitală, devenind în 1900 student în medicină, tot în București. El se remarcă prin interesul pentru cercetările științifice pe care le întreprinde înainte de a deveni - în 1910 - doctor în medicină și chirurgie. În 1912 publică prima sa monografie științifică, "Tulburările ritmului cordului". În timpul primului război mondial conduce un spital destinat tratamentului bolnavilor cu tifos exantematic, maladie despre care publică, în 1919, la Paris, o monografie ce este de mai multe ori reeditată. În 1918 este numit profesor la Facultatea de Medicină din București, post în care va funcționa până la sfârșitul vieții.
Savant de mare productivitate științifică, este autorul a numeroase monografii de specialitate. Danielopolu abordează, printre primii în lume, o concepție nouă în descrierea funcțiilor biologice, concepție denumită astăzi biocibernetică, legată de prezentarea organismelor și a funcțiilor organelor ca pe niște sisteme. El face o distincție netă între activitățile biologice în care se întâlnesc procese informaționale și cele în care nu au loc astfel de situații. A fost o autoritate la nivel mondial în studiul sistemului neurovegetativ, introducând noi metode pentru investigarea acestuia, ca de pildă, proba atropinei și ortostatismului. Este autorul unor studii clasice privind gușa endemică, reumatismul, angina de piept și a introdus noi metode de tratament, printre care terapia cu strofantină în doze fracționate în insuficiența cardiacă.
Alături de intensa sa activitate științifică, Danielopolu a avut și o importantă activitate socială. Astfel, în 1935 propune crearea Academiei de Medicină și devine secretarul perpetuu al acestei instituții. A fost membru de titular (referinta Bibliografica 1) al Academiei Române (1938).
A fost membru titular al Academiei de Științe din România începând cu 5 iunie 1943.
În primăvara anului 1944, împreună cu alți profesori universitari, semnează un memoriu prin care se cere ieșirea României din alianța militară fascistă. Daniel Danielopolu a fost Ministrul sănătății și asistenței sociale
(6 decembrie 1944 - 28 februarie 1945) în guvernul Rădescu.
Daniel Danielopolu a avut un rol esențial în crearea Institutului de Fiziologie Normală și Patologică (1948), care astăzi îi poartă numele.
Daniel Danielopolu a fost membru al mai multor foruri științifice internaționale, al academiilor de Medicină din Paris, Madrid și Buenos Aires, precum și al societăților de medicină din Paris și Viena.
În a sa farmacodinamie nespecifică, Daniel Danielopolu a descris experimental efectele bradicardizante, adică colinergice, ale 
atropinei în doze mici. El postula existența unui intermediar comun, esențial, legat de funcțiile fundamentale ale organismului identificat cu acetilcolina.
Daniel Danielopolu a avut o relație amoroasă secretă cu Ana Aslan.

## Premii
- Premiul de Stat al Republicii Populare Române pentru lucrările de o deosebită valoare efectuate în anul 1949 în domeniul Științei Medicale, clasa I-a (8 martie 1951), „pentru cercetările sale din anul 1949, privitoare la sistemul nervos vegetativ”[6]

## Distincții
- Semnul Onorific „Răsplata Muncii pentru 25 ani în Serviciul Statului” (13 octombrie 1941)[7]
- Medalia „A cincea aniversare a Republicii Populare Române” (24 decembrie 1952) „pentru lupta și munca duse în vederea făuririi, consolidării și prosperării Republicii Populare Române”[8]
- titlul de „Medic Emerit al Republicii Populare Romîne” (5 august 1954) „pentru merite excepționale și realizări deosebite în domeniul ocrotirii sănătății oamenilor muncii”[9]

## Lucrări publicate
- Tulburările ritmului cordului (1912)
- Acțiunea digitalei asupra tensiunii arteriale în hipertensiune (1916)
- Le Typhus exanthématique (1919, ed. a II-a, 1943)
- L'angine de poitrine - pathogénie - traitement médical et chirurgical (1924)
- Die viscerographische Methode (1930)
- Le système nerveux de la vie végétative (1932) - 2 vol.
- Le tonus cardio-vasculaire et l'epreuve amphotrope sinocarotidienne (1935)
- L'endémie tyroidienne en Roumanie (1940)
- Phylaxie-paraphylaxie (immunité-anaphylaxie) et maladie spécifique (1946)
- La digitale et les strophantines (1946)
- Probleme de farmacologie nespecifică (1952-1954) - 2 vol.